# Christina Chong
Christina Chong (Londra, 18 settembre 1983) è un'attrice britannica.
È nota per interpretare il personaggio di La'an Noonien-Singh nella serie televisiva Star Trek: Strange New Worlds, ottava serie live action del franchise di fantascienza Star Trek.

## Biografia
Christina Chong nasce a Enfield, un quartiere di Londra, figlia di un padre cinese e una madre britannica. Cresce assieme ai suoi cinque fratelli a Broxburne. Successivamente, dopo la separazione dei suoi genitori, si sposta con la madre e i fratelli a Longridge, città natale della madre. Come lei stessa ha ricordato, Christina e i fratelli erano gli unici bambini di etnia mista che frequentassero la scuola locale. Christina Chong inizia a danzare all'età di 4 anni e frequenta la Sutcliffe School of Dance di Longridge. All'età di 14 anni ottiene un posto all'Italia Conti Academy of Theatre Arts di Londra, dove si diploma cinque anni più tardi.
Dopo il diploma, ottiene un ruolo nel musical di Elton John Aida, nella messa in scena berlinese. Un incidente pone fine alla sua carriera nel musical, così decide di darsi alla recitazione, frequentando il Lee Strasberg Theatre and Film Institute di New York per 18 mesi. Ritornata a Londra, ha inizialmente qualche difficoltà a trovare lavoro come attrice, interpretando solamente piccoli ruoli in spot pubblicitari. Per sopravvivere impartisce lezioni di recitazioni nelle scuole e condivide la proprietà del ristorante paterno in Harpenden.
Nel 2011, Christina Chong dà una svolta alla propria carriera, interpretando il ruolo di protagonista nei film W.E. - Edward e Wallis (W.E.), diretto da Madonna, e Johnny English - La rinascita (Johnny English Reborn), al fianco di Rowan Atkinson. Nello stesso anno appare anche nell'episodio della sesta stagione della nuova serie Doctor Who, Un uomo buono va in guerra (A Good Man Goes to War), interpretando Lorna Bucket, un'abitante della foresta Gamma divenuta Chierico della Chiesa del Mainframe Papale (un'organizzazione militare del LI e LII secolo), dopo aver incontrato l'Undicesimo Dottore (Matt Smith) da bambina. Sempre nel 2011 entra a far parte come membro fisso del cast della serie televisiva Monroe. Nei successivi tre anni appare regolarmente come ospite in diverse serie televisise britanniche e statunitensi. Nel 2015 ottiene un ruolo fisso nella seconda stagione della serie di SyFy Dominion, interpretando la parte di Zoe Holloway, un membro del Vega’s Archangel Corps, che diviene il leader della ribellione delle classi meno abbienti. Christina Chong ottiene una parte secondaria nel film del franchise di Star Wars del 2015 Star Wars - Il risveglio della Forza (Star Wars: The Force Awakens), ma la sua parte viene tagliata nel montaggio finale del film.
Tra il 2019 e il 2020 prende parte a 21 episodi delle prime due stagioni della serie televisiva a tematica vampiresca Heirs of the Night, in cui interpreta Calvina, un membro di primo piano dei Redmasks, nonché il più pericoloso cacciatore di vampiri dopo Abraham Van Helsing, determinata a distruggere tutti i vampiri.
Nel 2022 entra a far parte del cast regolare della serie televisiva Star Trek: Strange New Worlds, ottava serie live-action del franchise di fantascienza Star Trek e prequel della serie classica, trasmessa dal canale in streaming Paramount+. Nella serie interpreta il ruolo del tenente La'an Noonien-Singh, ufficiale di plancia capo della sicurezza a bordo della USS Enterprise NCC-1701 capitanata da Christopher Pike, durante la sua seconda missione quinquennale (2259-2264), nonché uno dei personaggi principali dell'equipaggio dell'astronave della Flotta Stellare. La'an, un'umana la cui famiglia è stata sterminata dai Gorn, è una discendente di Khan Noonien Singh, celebre umano potenziato, arcinemico di James T. Kirk, protagonista dell'episodio Spazio profondo e del film Star Trek II - L'ira di Khan.

## Filmografia

### Attrice

#### Cinema
- Chemical Wedding, regia di Julian Doyle (2008)
- Freakdog, regia di Paddy Breathnach (2011)
- Legacy, regia di Eromose (2010)
- W.E. - Edward e Wallis (W.E.), regia di Madonna (2011)
- Johnny English - La rinascita (Johnny English Reborn), regia di Oliver Parker (2011)
- Christmas Eve, regia di Mitch Davis (2015)
- Tremor Cordis, regia di Raffaello Degruttola – cortometraggio (2017)
- Charing X, regia di Raffaello Degruttola – cortometraggio (2017)
- Transference: A Love Story, regia di Raffaello Degruttola (2020)
- Tom & Jerry, regia di Tim Story (2021)
- Swipe Right, regia di Simone Lahbib – cortometraggio (2021)
- Bobby Jaws, regia di Iggy Blanco e Christina Chong – cortometraggio (2021)

#### Televisione
- Night and Day – serie TV, puntate 3x27-3x28 (2003)
- Doctor Who – serie TV, episodio 6x07 (2011)
- Monroe – serie TV, 12 episodi (2011-2012)
- Whitechapel – serie TV, episodi 3x01-3x02 (2012)
- Case Sensitive – serie TV, episodi 2x01-2x02 (2012)
- Black Mirror – serie TV, episodio 2x03 (2013)
- The Wrong Mans – serie TV, episodi 1x02-1x03-1x04 (2013)
- 24: Live Another Day – miniserie TV, 5 puntate (2014)
- Halo: Nightfall, regia di Sergio Mimica-Gezzan – miniserie TV (2014)
- Line of Duty – serie TV, 6 episodi (2014, 2021)
- Dominion – serie TV, 7 episodi (2015)
- Of Kings and Prophets – serie TV, 9 episodi (2016)
- Ill Behaviour, regia di Steve Bendelack – miniserie TV (2017)
- Bulletproof – serie TV, 6 episodi (2018)
- Gli eredi della notte (Heirs of the Night) – serie TV, 21 episodi (2019-2020)
- Le indagini di Roy Grace (Grace) – serie TV, episodi 1x02 (2021)
- Star Trek: Strange New Worlds – serie TV, 30 episodi (2022-2025) - La'an Noonien-Singh

### Produttrice
- Charing X, regia di Raffaello Degruttola – cortometraggio (2017)

### Regista
- Bobby Jaws, co-regia con Iggy Blanco – cortometraggio (2021)

### Sceneggiatrice
- Charing X, regia di Raffaello Degruttola – cortometraggio (2017)

## Teatro
- Aida

## Radio
- The Novelizers - serie di podcast (2024)

## Riconoscimenti
- TV Scholar Award
  - 2023 - Candidatura alla miglior interpretazione non protagonista in un dramma per Star Trek: Strange New Worlds